# Будвич (герб)
Будвич, Бляха (пол. Blacha, Budwicz) — польский дворянский герб.

## Описание
В белом поле стрела, обращенная острием вверх между двумя цветками лилии, над шлемом такая же стрела.

## Герб используют
Blacha IBajraszewski, Blacha, Budwicz, Byszyński, Kopczyński, Sahajdakowski
Blacha IIByszyński, Jachimowski